# Pummel
Pummel è il sesto album in studio della band pop punk/melodic hardcore punk ALL, pubblicato nel 1995 dalla Interscope Records.

## Tracce
1. Self-Righteous – 1:38
2. Million Bucks – 2:07
3. Uncle Critic – 0:54
4. Miranda – 2:33
5. Not Easy – 2:55
6. Long Distance – 3:05
7. Stalker – 3:47
8. Button It – :50
9. This World – 2:17
10. Gettin' There – 1:17
11. Breakin' Up – 2:45
12. On Foot – 2:23
13. Broken – 3:12
14. Hetero – 1:32
15. Black Sky – 3:24

## Formazione
- Chad Price – voce
- Bill Stevenson – batteria
- Karl Alvarez – basso, voce
- Stephen Egerton – chitarra
- Frank Daly – controvoci